# Mash Five Hundred
La Mash Five Hundred est un modèle de la marque de moto franco-chinoise Mash. Les Mash sont fabriquées en Chine selon le cahier des charges de l'importateur français Sima (Société d'importation de motos et d'accessoires) basé à Beaune,,. Il s'agit d'une moto néo-rétro de 397 cm3 reprenant le design et l'architecture générale de la Honda CB 400 SS produite de 2001 à 2007 au Japon.

## Production
La Mash Five Hundred se décline à sa sortie le 1er octobre 2014 en deux coloris : Iron Black et Cherry Red.[réf. souhaitée]
La première série possède des autocollants « Five Hundred 500 » sur les caches latéraux car la Sima souhaitait originellement produire ce modèle dans une cylindrée supérieure. Néanmoins, parce que la cylindrée réelle de 397 cm3 demeure inchangée lors de la production, le « 500 » est supprimé pour éviter toute ambiguïté.
Le cadre, le moteur et de nombreux autres composants, identiques à ceux de la moto chinoise Shineray XY 400,, sont fabriqués en Chine par l'usine Shineray de Chongqing, tandis que quelques accessoires et éléments cosmétiques sont choisis et assemblés en France dans les ateliers Mash.